# 群馬県立敷島公園補助陸上競技場
群馬県立敷島公園補助陸上競技場（ぐんまけんりつしきしまこうえんほじょりくじょうきょうぎじょう）とは、群馬県前橋市の群馬県立敷島公園内にある陸上競技場。

## 施設概要
- 所在地：群馬県前橋市敷島町66
- 日本陸上競技連盟第三種公認
- アクセス：JR前橋駅より東武バス河原行きで競技場入口下車、または関越自動車道前橋ICより車で15分
- 照明設備（6基）

## 公園内その他の施設
- 正田醤油スタジアム群馬
- アースケア敷島サッカー・ラクビ―場
- 上毛新聞敷島球場
- テニスコート

ほか